# 임수석
임수석(1968년~)은 대한민국의 외교관으로, 외교부 유럽국장, 주그리스 대사, 외교부 대변인을 역임하였으며 현재는 주스페인 대사로 재임 중이다.

## 경력
1968년 출생으로, 한국외국어대학교 영어과를 졸업, 미국의 코네티컷 대학교에서 국제관계 석사학위를 받았다.
1991년 외무고시 25회를 통해 외무부에 입부, 주러시아 2등서기관과 주영국 1등서기관, 유라시아과장, 주벨기에·유럽연합(EU) 참사관, 유럽국 심의관, 유럽국장, 주그리스대사를 거친 뒤 제주도 국제관계대사직을 역임하였다.